# Пикок, Роберт Карлович
Ро́берт Ка́рлович Пико́к (1841, Великобритания — 1905, Красноярск, Российская империя) — российский врач-хирург английского происхождения.

## Биография
Родился в Англии 15 января 1841 года. До 14 лет воспитывался в частном пансионе в Курляндии, из которого перешёл сначала в Рязанскую гимназию, а затем — в Тамбовскую. Окончив её, в 1860 году поступил в Императорский Московский университет.
Из-за недостатка средств давал частные уроки. В 1864–1865 годах был преподавателем фельдшерской школы при Екатерининской госпитальной клинике.
Весной 1866 года перевёлся в Санкт-Петербургскую Императорскую медико-хирургическую академию. Здесь, помимо уроков, он занимался переводами для зоологического отдела в ветеринарной газете, издаваемой Людвигом Филипповичем Буссе. Окончив академию, в 1868 году женился и уехал в Сибирь на золотые промыслы Енисейской губернии, где занял вакантное место приискового врача. Получая большое жалованье, он получил возможность выписывать медицинские книги, журналы и инструменты.
Прослужив обязательный трёхлетний срок, переселился в Красноярск, и 16 сентября 1871 года был назначен городовым врачом. В мае 1873 года по предложению губернатора занял должность старшего врача городской больницы Приказа общественного призрения.
В 1886 году стал одним из учредителей Общества врачей Енисейской губернии и активным его участником. Вёл бесплатный приём для бедных горожан.
В ноябре 1888 года занял должность врача при Красноярской женской гимназии.
Был членом многих благотворительных и других обществ.
Был одним из исследователей природных свойств озера Шира в составе научных экспедиций.
Скончался от паралича сердца в 14:30 9 (22) июня 1905 года. В похоронной процессии принял участие почти весь город. Вся дорога по склону горы до кладбища была усыпана цветами. Похоронен на Троицком кладбище.

## Награды
- Орден Святого Станислава 3-й степени.

## Семья
- Отец — шотландец Карл Пикок.
- Мать — саксонка, уроженка Дрездена.
- Жена — Мария Александровна, урожд. Перрен, внучка генерала Яков Яковлевича Перрена.
  - Сын — Владимир Робертович Пикок, оперный певец.
  - Сын — Пётр Робертович Пикок.
    - Внучка — Ольга Петровна Храброва (Пикок).
      - Правнук — Василий Григорьевич Храбров.
        - Праправнуки — Всеволод Храбров, Григорий Храбров, Павел Храбров.
          - Прапраправнуки — Ольга Храброва, Антон Храбров, Дарья Храброва.

  - Дочь — Маргарита Робертовна Шубина (Пикок).
    - Внук — Николай Шубин.
      - Правнучка — Инна Николаевна Шубина.

  - Дочь — Шарлотта Робертовна Сизова (Пикок)[1].
    - Внучка — Мира Андреевна Макина (Сизова).
      - Правнук — Андрей Макин[2].
      - Правнучки Наталья и Елена Макины.